# Канзас-Сити Чифс
Канзас-Сити Чифс (англ. Kansas City Chiefs) — профессиональный клуб по американскому футболу из Канзас-Сити (штат Миссури, США), выступающий в Национальной футбольной лиге. Команда была основана в 1959 году.
Команда была основана в 1959 году как «Даллас Тексанс» бизнесменом Ламаром Хантом и была членом-учредителем Американской футбольной лиги (АФЛ). Весной 1963 года команда переехала в Канзас-Сити и приняла свое нынешнее название. «Чифс» присоединились к НФЛ в результате слияния в 1970 году, по состоянию на сентябрь 2022 года команда оценивалась в более чем 3,7 миллиарда долларов. Сын Ламара Ханта, Кларк Хант, является председателем совета директоров и генеральным директором. В то время как доли владения Ханта-старшего перешли к его вдове и детям после его смерти в 2006 году, Кларк является действующим главой франшизы; он представляет руководителей на всех собраниях лиги и имеет высшие полномочия по кадровым изменениям.
«Чифс» выиграли три чемпионата АФЛ, в 1962, 1966 и 1969 годах, были второй командой АФЛ (после «Нью-Йорк Джетс»), победившей команду НФЛ в супербоуле АФЛ—НФЛ: в Супербоуле IV они одержали победу над командой «Миннесота Вайкингс». Эта победа 11 января 1970 года стала последней игрой перед тем, как слияние лиг вступило в силу. «Чифс» также были второй командой после «Грин Бэй Пэкерс» (с которой они играли в Супербоуле I), игравшей более чем в одном Супербоуле (и стали первой командой АФЛ, сделавшей это), а также первой, добившейся выхода в Супербоул в два разных десятилетия. Несмотря на успех в начале истории франшизы, когда команда выиграла пять из своих первых шести игр плей-офф, «Чифс» после этого десятилетиями не могли добиться успеха в раундах на выбывание, в том числе проиграли десять из одиннадцати игр плей-офф с 1993 по 2017 год, в том числе восемь игр подряд. С 2018 года «Чифс» резко улучшили свою статистику, добившись права играть трёх Супербоулах и выиграв два из них. Победа в Супербоул LIV 2019 года над «Сан-Франциско Форти Найнерс» принесла франшизе первый чемпионский титул за пятьдесят лет. В феврале 2021 года команда вышла в Супербоул LV, но проиграла «Тампа-Бэй Бакканирс». Ещё один титул команда выиграла, обыграв «Филадельфию Иглз» в Супербоуле LVII.

## История
В июле 2020 года команда заключила со своим квотербеком Патриком Махоумсом контракт на 10 лет стоимостью 503 млн долларов, что было рекордной суммой в истории спорта. Игрок появился в команде во время драфта 2017 года, в следующем году был признан НФЛ самым ценным игроком сезона, как и в ходе Супербоула LIV.
Канзас-Сити вышел во второй Супербоул подряд, но проиграли Бакканирс 9—31.
В следующем сезоне, Канзас-Сити проиграл матч Финала конференции «Цинциннати Бенгалс» 27—24 в овертайме и впервые за три года не попал в Супербоул.
В сезоне 2022, Канзас-Сити победили Филадельфию Иглз в матче Супербоула LVII со счётом 38—35 став победителями второй раз за четыре года. Махоумс был во второй раз признан самым ценным игроком.

## Названия
- Даллас Тексанс (1960—1962)
- Канзас-Сити Чифс (1963—настоящее)

## Достижения
Победители чемпионата лиги (5)
- Победители чемпионата АФЛ (2)
  - 1962, 1966
- Победители Супербоула (4)
  - 1969, 2019, 2022, 2023

- Победители конференции (3)
  - 2019, 2020, 2022

Победители дивизиона (15)
- Запад АФЛ: 1962, 1965, 1966
- Запад АФК: 1971, 1993, 1995, 1997, 2003, 2010, 2016, 2017, 2018, 2019, 2020, 2021 и 2022.

## Логотип и униформа
Когда техасцы начали играть в 1960 году, логотип команды состоял из силуэта штата Техас в белом цвете с жёлтой звездой, обозначавшей местоположение города Даллас. Первоначально Хант выбрал голубой и оранжевый цвета для униформы техасцев, но владелец «Хьюстон Ойлерз» Бад Адамс выбрал такой же оттенок голубого и алый цвета для своей франшизы. Ханту пришлось изменить цвета команды на красный и золотой, которые даже после того, как команда переехала в Канзас-Сити, остаются цветами франшизы и по сей день.
Штат Техас на шлеме команды был заменен на наконечник стрелы, первоначально нарисованный Ламаром Хантом на салфетке. Вдохновением Ханта для создания дизайна букв «KC» послужил логотип «Сан-Франциско Форти Найнерс», у которых буквы «SF» также перекрывали друг друга. В отличие от логотипа Сан-Франциско, перекрывающиеся инициалы Канзас-Сити отображаются внутри белой стрелки вместо овала и окружены тонким черным контуром. С 1960 по 1973 год у «Чифс» были защитные маски серого цвета, но в 1974 году они стали одной из первых команд, сменивших цвет масок с серого. Новые маски стали белого цвета. 
Дизайн униформы «Чифс» практически не менялся на протяжении всей истории клуба. Он состоит из красного шлема и красной или белой майки с номерами и названиями противоположного цвета. Белые брюки использовались с обеими футболками с 1960 по 1967 и с 1989 по 1999 год. Начиная с 2009 года, в эпоху Пиоли/Хейли, команда чередовала белые и красные брюки для выездных игр в течение сезона. До 15 сентября 2013 года «Чифс» всегда носили белые брюки с красными майками.

## Медиа

### Радио и телевидение
| 1960-1962 | Чарли Джонс  |
| 1963      | Мерл Хэрмон  |
| 1964-1970 | Том Хендрик  |
| 1971-1973 | Дик Карлсон  |
| 1974-1975 | Рэй Скотт    |
| 1976      | Эл Виск      |
| 1977      | Том Хопкинс  |
| 1978-1984 | Уэйн Ларриви |
| 1985-1993 | Кевин Харлан |
| 1994-     | Митч Холтус  |

C 1989 по 2020 год все игры команды под маркой The Chiefs Fox Football Radio Network транслировала радиостанция KCFX, принадлежавшая Cumulus Media, сделка стала одной из первых по созданию флагманской станции для радиосети спортивной команды. С 1994 года комментатором был Митч Холтус, аналитиком — бывший квотербек «Чифс» Лен Доусон, а репортёром боковой линии —  бывший лонгснеппер Кендалл Гаммон; также участие в трансляциях принимал бывший комментатор команды Боб Гретц. Начиная с сезона 2016 года Доусон выполнял функции аналитика во время домашних игр, Гаммон — во время выездных игр, в то время как Дани Велняк была репортёра на выездных играх. Сотрудничество «Чифс» и KCFX было самым долговременным в истории радиоиндустрии НФЛ. Chiefs Radio Network имеет 61 партнёрскую радиостанцию на территории штатов Айова, Арканзас, Канзас, Миссури, Небраска и Оклахома.
С начала сезона 2020 года радиостанция WDAF-FM, принадлежащая Audacy Inc. стала флагманской станцией радиосети «Чифс», в то время как её сестринская станция KCSP транслирует студийную аналитику и интервью с игроками команды. Радиовещание распространяется на большую часть Среднего Запада, включая Миссури, Канзас, Айову, Небраску и Техас, а также на национальном уровне через приложения Audacy для настольных компьютеров и ноутбуков и NFL+ для мобильных устройств.
Филиал CBS KCTV Channel 5 транслирует большую часть игр команды в регулярном сезоне и предсезонные игры. Филиал Fox WDAF Channel 4 транслируют игры, в которых «Чифс» играют против команды из НФК. Филиал NBC KSHB Channel 41 показывает все игры команды на NBC Sunday Night Football или выпавших на долю телесети игры в плей-офф. Филиал ABC KMBC Channel 9 с 1970 года демонстрирует игры в Monday Night Football.